# ジャン＝シャルル・ニケーズ・ペラン
ジャン＝シャルル・ニケーズ・ペラン（Jean-Charles Nicaise Perrin、1754年10月12日 - 1831年9月23日）はフランスの新古典主義の画家である。

## 略歴
パリで生まれた。両親はスイス出身で、貴族の使用人であった。18歳からガブリエル＝フランソワ・ドワイアンやジャン＝ジャック・デュラモーの工房で学んだ。イタリア留学の資格の得られるローマ賞に3度、応募し、2位になることを続け、1780年に1位を得たジャン・ピエール・サントゥルスがスイス国籍で、受賞資格を失ってため繰り上げでローマ留学の奨学金を得ることができた。
1780年から1784年までローマに滞在し、バロックの画家グエルチーノやカラヴァッジオに魅かれ、カラヴァッジオの代表作「キリストの埋葬」を模写して修行した。1783年にローマのフランス大使を務めていたベルニ枢機卿から絵の依頼を受けた。
フランスに戻った後、1787年に王立絵画彫刻アカデミーの会員になり 、多くの絵画の注文を受けることになった。
フランス革命を経て、ナポレオンの治世になった後も、1804年にフランス軍人の肖像画を描き、宮殿の装飾画を描いた 。1906年から後に国立高等装飾美術学校になるパリのデザイン学校の校長になり、その仕事を1831年まで続けた。

## 作品

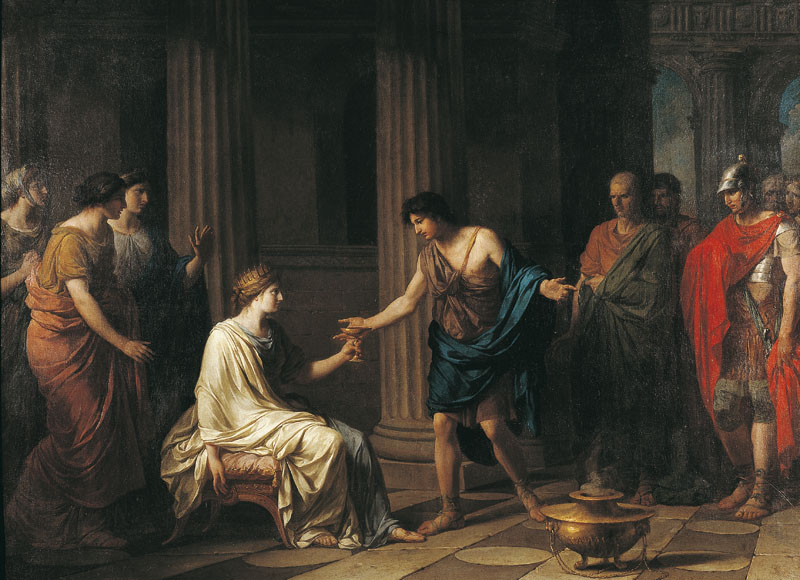
ソフォニスバ (1783)
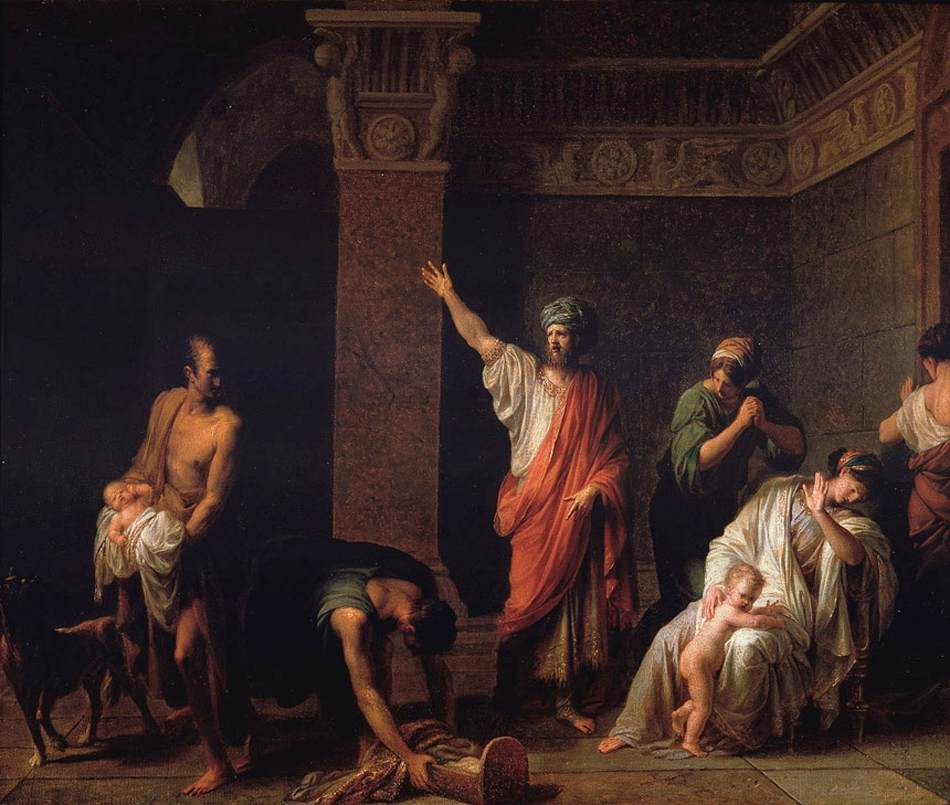
キュロスとアステュアゲス
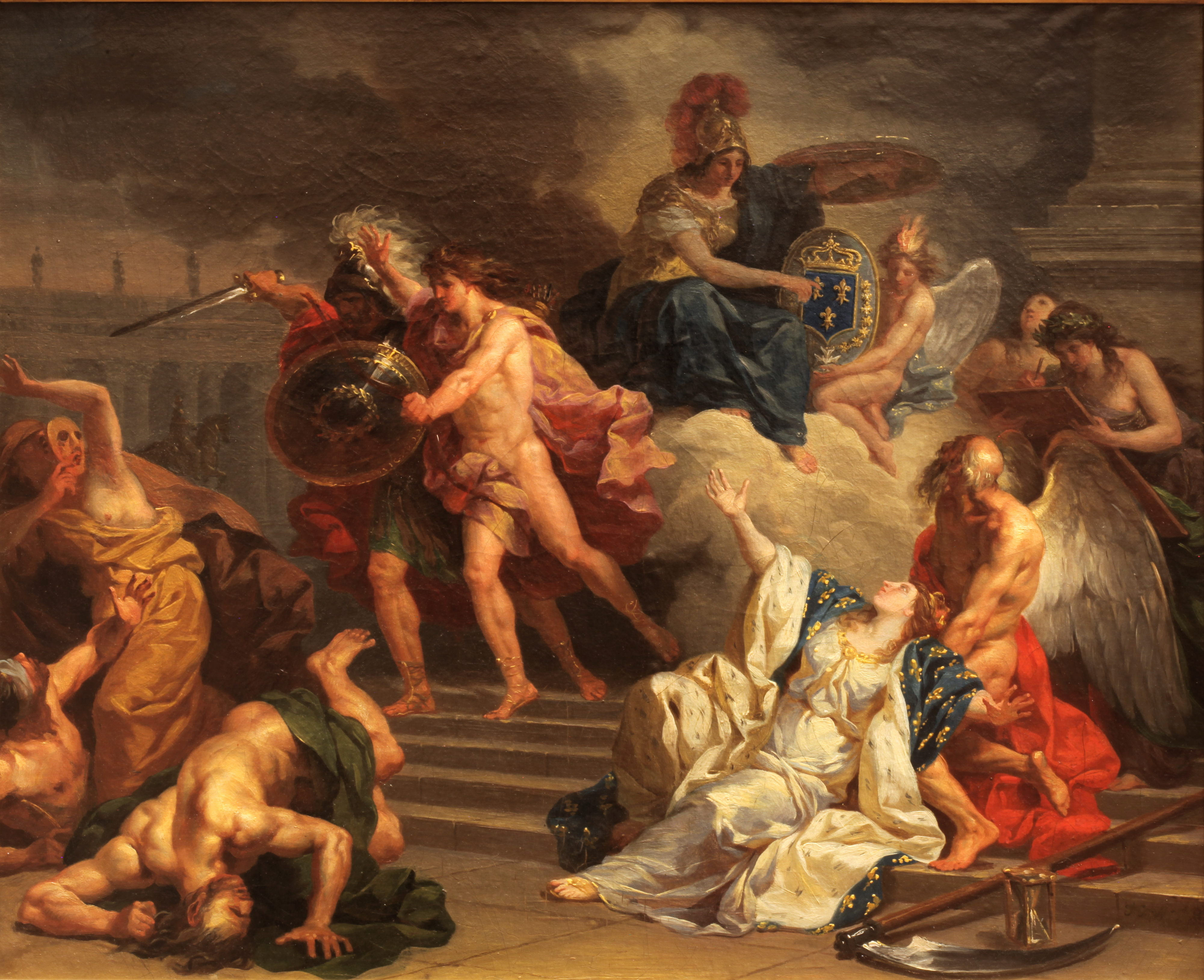
"La France relevée par le Temps" (c.1909)

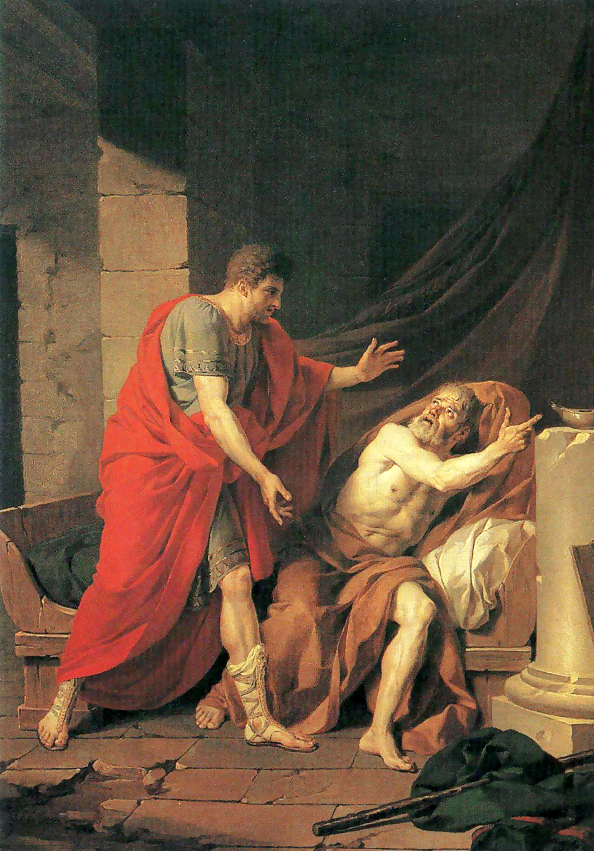
ペリクレスとアナクサゴラス
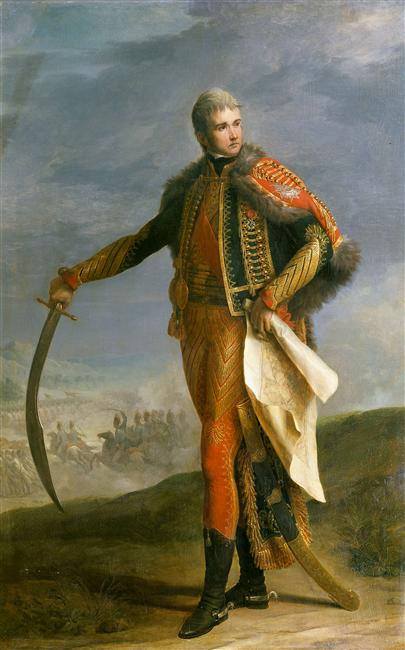
ジャン・ランヌ-フランス軍人
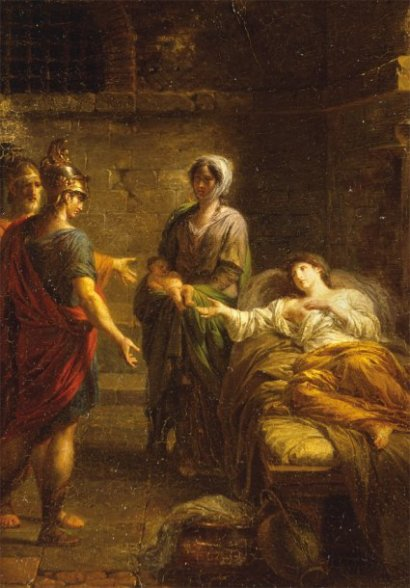
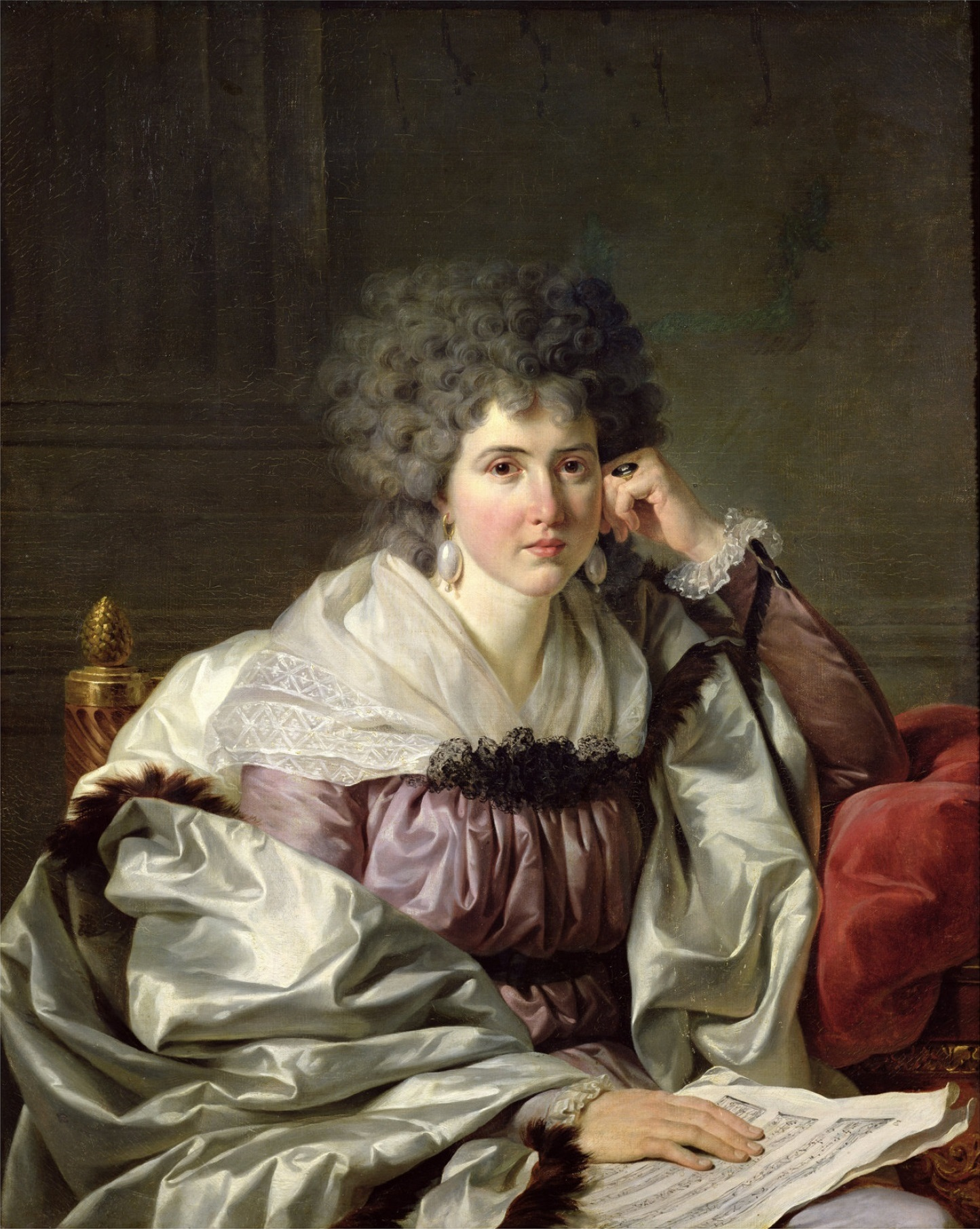
妻の肖像画